# Isoperla flava
Isoperla flava är en bäcksländeart som beskrevs av Kis 1963. Isoperla flava ingår i släktet Isoperla och familjen rovbäcksländor. Inga underarter finns listade i Catalogue of Life.